# Quanah (Texas)
Quanah es una ciudad ubicada en el condado de Hardeman en el estado estadounidense de Texas. En el Censo de 2010 tenía una población de 2641 habitantes y una densidad poblacional de 293,35 personas por km².

## Geografía
Quanah se encuentra ubicada en las coordenadas 34°17′43″N 99°44′34″O / 34.29528, -99.74278. Según la Oficina del Censo de los Estados Unidos, Quanah tiene una superficie total de 9 km², de la cual 9 km² corresponden a tierra firme y (0%) 0 km² es agua.

## Demografía
Según el censo de 2010, había 2641 personas residiendo en Quanah. La densidad de población era de 293,35 hab./km². De los 2641 habitantes, Quanah estaba compuesto por el 83.98% blancos, el 7% eran afroamericanos, el 0.42% eran amerindios, el 0.34% eran asiáticos, el 0% eran isleños del Pacífico, el 4.92% eran de otras razas y el 3.33% pertenecían a dos o más razas. Del total de la población el 20.41% eran hispanos o latinos de cualquier raza.